# Eustala isosceles
Eustala isosceles là một loài nhện trong họ Araneidae.
Loài này thuộc chi Eustala. Eustala isosceles được Cândido Firmino de Mello-Leitão miêu tả năm 1939.